# Kompania graniczna KOP „Mielnica”
Kompania graniczna KOP „Mielnica” – pododdział graniczny Korpusu Ochrony Pogranicza pełniący służbę ochronną na granicy polsko-radzieckiej i granicy polsko-rumuńskiej.

## Geneza
Do czasu zakończenia wojny polsko-bolszewickiej, czyli do jesieni 1920, wschodnią granicę państwa polskiego wyznaczała linia frontu. Dopiero zarządzeniem z 6 listopada 1920 utworzono Kordon Graniczny Ministerstwa Spraw Wojskowych. W połowie stycznia 1921 zmodyfikowano formę ochrony granicy i rozpoczęto organizowanie Kordonu Granicznego Naczelnego Dowództwa WP. Obsadzony on miał być przez żandarmerię polową i oddziały wojskowe. Latem 1921 ochronę granicy wschodniej postanowiło powierzyć Batalionom Celnym. W Zaleszczykach rozmieszczono dowództwo i pododdziały sztabowe 22 batalionu celnego, a jego 3 kompania stacjonowała w Mielnicy. 
W drugiej połowie 1922 przeprowadzono kolejną reorganizację organów strzegących granicy wschodniej. 1 września 1922 bataliony celne przemianowano na bataliony Straży Granicznej. W rejonie odpowiedzialności przyszłej kompanii granicznej KOP „Druskienniki” służbę graniczną pełniły pododdziały 41 batalionu Straży Granicznej. 
Już w następnym zlikwidowano Straż Graniczną, a z dniem 1 lipca 1923 pełnienie służby granicznej na wschodnich rubieżach powierzono Policji Państwowej. 
W sierpniu 1924 podjęto uchwałę o powołaniu Korpusu Ochrony Pogranicza – formacji zorganizowanej na wzór wojskowy, a będącej w etacie Ministerstwa Spraw Wewnętrznych.

## Formowanie i zmiany organizacyjne
W wyniku realizacji drugiej fazy reorganizacji KOP, w czerwcu 1937 w batalionie KOP „Borszczów” została zlikwidowana 1 kompania graniczna „Boryszkowca” i 4 kompania graniczna „Korolówka”, a utworzona 1 kompania graniczna „Mielnica”. Kompania Mielnica przejęła odcinek dotychczasowej 1 kompanii „Boryszkowice” i resztę odcinka zlikwidowanej kompanii „Korolówka”. Dla 1 kompanii „Mielnica” wynajęto pomieszczenia koszarowe. W jej skład weszły strażnice: „Ujscie Biskupie”, „Mielnica”, „Wojkowce”, „Bielowce”, „Okopy Św Trójcy” i „Boryszkowce”. Kompania objęła odcinek począwszy od punktu styku z odcinkiem SG - słup graniczny 57/3.
W 1939 1 kompania graniczna KOP podlegała nadal dowódcy batalionu KOP „Borszczów”. Do 17 września 1939 pełniąca służbę graniczną czterema strażnicami nad granicą rumuńską oraz dwiema nad granicą radziecką kompania wycofała się bez strat i przekroczyła granicę z Rumunią.

## Służba graniczna
Sąsiednie kompanie
- 3 kompania graniczna KOP „Kudryńce” ⇔ komisariat Straży Granicznej „Zaleszczyki” – 1937

## Działania kompanii we wrześniu 1939
17 września 1939 na batalion KOP „Borszczów” kpt. Krakowskiego, strzegący granicy polsko-radzieckiej i polsko-rumuńskiej uderzyły główne siły 5 Korpusu Kawalerii komdiwa Ganina, 13 Korpusu Strzeleckiego komdiwa Nikołaja Kiriłłowa, część sił 25 Korpusu Pancernego komdiwa Riepina i 23 Oddziału Wojsk Pogranicznych NKWD.
1 kompania graniczna „Mielnica” pełniąca służbę graniczną czterema strażnicami nad granicą rumuńską oraz dwiema nad granicą radziecką wycofała się bez strat i przekroczyła granicę z Rumunią.

## Struktura organizacyjna
Strażnice kompanii w 1938
- strażnica KOP „Boryszkowce”[a]
- strażnica KOP „Okopy św. Trójcy”[b]
- strażnica KOP „Bielowce”[c]
- strażnica KOP „Wołkowce”[d]
- strażnica KOP „Mielnica”[e]
- strażnica KOP „Uście Biskupie”[f]

Organizacja kompanii w 1939:
- dowództwo kompanii
- pluton odwodowy
- 1 strażnica KOP „Boryszkowice”
- 2 strażnica KOP „Okopy św. Trójcy”
- 3 strażnica KOP „Bielowce”
- 4 strażnica KOP „Wołkowce”
- 5 strażnica KOP „Mielnica”
- 6 strażnica KOP „Ujście Biskupie”

## Dowódcy kompanii
- mjr Kazimierz Bielawski[g] (– 1939)
- por. Leon Winogradow (1939)